# Comuna Pir, Satu Mare
Pir (în maghiară: Szilágypér, în germană: Pirr) este o comună în județul Satu Mare, Transilvania, România, formată din satele Pir (reședința), Piru Nou și Sărvăzel.

## Demografie
Componența etnică a comunei Pir
     Maghiari (62,28%)
     Români (31,49%)
     Romi (2,55%)
     Alte etnii (0%)
     Necunoscută (3,68%)
Componența confesională a comunei Pir
     Reformați (51,8%)
     Ortodocși (34,04%)
     Romano-catolici (4,32%)
     Baptiști (4,03%)
     Alte religii (2,05%)
     Necunoscută (3,75%)
Conform recensământului efectuat în 2021, populația comunei Pir se ridică la 1.413 locuitori, în scădere față de recensământul anterior din 2011, când fuseseră înregistrați 1.614 locuitori. Majoritatea locuitorilor sunt maghiari (62,28%), cu minorități de români (31,49%) și romi (2,55%), iar pentru 3,68% nu se cunoaște apartenența etnică. Din punct de vedere confesional, majoritatea locuitorilor sunt reformați (51,8%), cu minorități de ortodocși (34,04%), romano-catolici (4,32%) și baptiști (4,03%), iar pentru 3,75% nu se cunoaște apartenența confesională.

## Politică și administrație
Comuna Pir este administrată de un primar și un consiliu local compus din 11 consilieri. Primarul, Loránd-Endre Kis[*], de la Uniunea Democrată Maghiară din România, este în funcție din 1 noiembrie 2024. Începând cu alegerile locale din 2024, consiliul local are următoarea componență pe partide politice:
|  | Partid                                 | Consilieri | Componența Consiliului | Componența Consiliului | Componența Consiliului | Componența Consiliului | Componența Consiliului | Componența Consiliului |
|  | -------------------------------------- | ---------- | ---------------------- | ---------------------- | ---------------------- | ---------------------- | ---------------------- | ---------------------- |
|  | Uniunea Democrată Maghiară din România | 6          |                        |                        |                        |                        |                        |                        |
|  | Partidul Național Liberal              | 3          |                        |                        |                        |                        |                        |                        |
|  | Partidul Social Democrat               | 2          |                        |                        |                        |                        |                        |                        |